# 에드워드 히버트

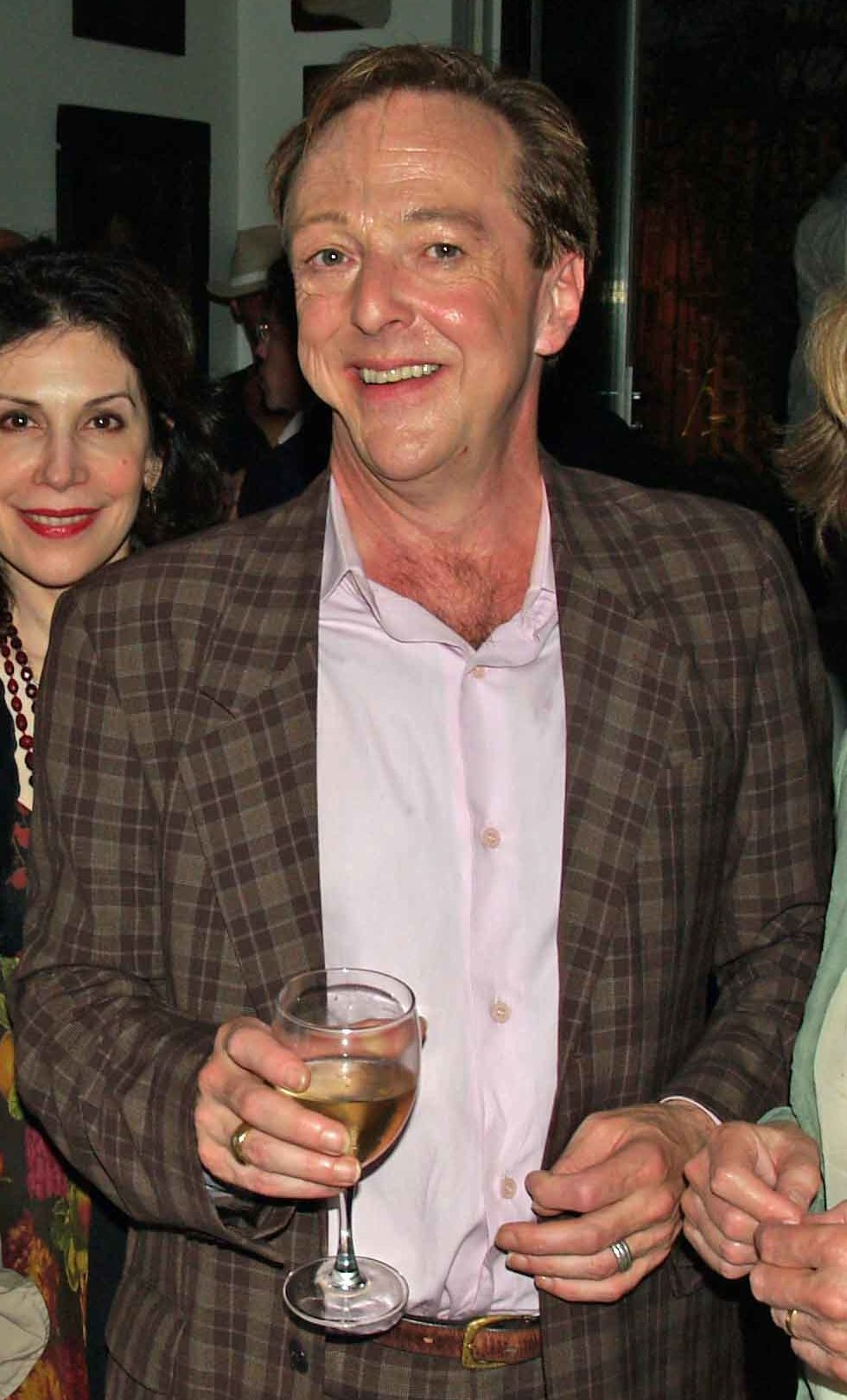

에드워드 히버트(Edward Hibbert, 1955년 9월 9일 ~ )는 미국의 연극 배우, 영화배우, 텔레비전 배우, 성우이다.
롱아일랜드에서 태어났다.

## 출연 작품
- 아이 홉 데이 서브 비어 인 헬 (2009년)
- 테이킹 우드스탁 (2009년)
- 아나모프 (2007년)
- 프레스티지 (2006년) - 액커맨 역
- 머펫의 오즈의 마법사 (2005년)
- 원스 어폰 어 매트리스 (2005년)
- 라이온 킹 1과 1/2 (2004년)
- 실종 (2004, A Different Loyalty)
- 업타운 걸스 (2003년)
- 스위트 보이스 (2002년)
- 운명같은 사랑 (2000년)
- 라이온 킹 2 (1998년)
- 로크 네스 (1995년)
- 페이퍼 (1994년)
- 프레이저 (1993년)
- 영국 병원 (1982년)